# Déville-lès-Rouen
Déville-lès-Rouen és un municipi francès situat al departament del Sena Marítim i a la regió de Normandia. L'any 2007 tenia 10.413 habitants.

## Demografia

### Població
El 2007 la població de fet de Déville-lès-Rouen era de 10.413 persones. Hi havia 4.609 famílies de les quals 1.914 eren unipersonals (766 homes vivint sols i 1.148 dones vivint soles), 1.053 parelles sense fills, 1.186 parelles amb fills i 456 famílies monoparentals amb fills.
La població ha evolucionat segons el següent gràfic:
Habitants censats

### Habitatges
El 2007 hi havia 5.051 habitatges, 4.729 eren l'habitatge principal de la família, 25 eren segones residències i 296 estaven desocupats. 2.205 eren cases i 2.755 eren apartaments. Dels 4.729 habitatges principals, 1.784 estaven ocupats pels seus propietaris, 2.880 estaven llogats i ocupats pels llogaters i 65 estaven cedits a títol gratuït; 512 tenien una cambra, 543 en tenien dues, 1.196 en tenien tres, 1.354 en tenien quatre i 1.124 en tenien cinc o més. 2.314 habitatges disposaven pel capbaix d'una plaça de pàrquing. A 2.539 habitatges hi havia un automòbil i a 963 n'hi havia dos o més.

### Piràmide de població
La piràmide de població per edats i sexe el 2009 era:
| Homes | Edats   | Dones |
| ----- | ------- | ----- |
| 8     | 95 o +  | 20    |
| 12    | 90 a 94 | 44    |
| 40    | 85 a 89 | 104   |
| 56    | 80 a 84 | 144   |
| 116   | 75 a 79 | 252   |
| 204   | 70 a 74 | 260   |
| 240   | 65 a 69 | 308   |
| 164   | 60 a 64 | 260   |
| 216   | 55 a 59 | 240   |
| 300   | 50 a 54 | 336   |
| 308   | 45 a 49 | 296   |
| 356   | 40 a 44 | 336   |
| 400   | 35 a 39 | 412   |
| 408   | 30 a 34 | 436   |
| 560   | 25 a 29 | 540   |
| 282   | 20 a 24 | 432   |
| 313   | 15 a 19 | 240   |
| 328   | 10 a 14 | 292   |
| 292   | 5 a 9   | 304   |
| 284   | 0 a 4   | 284   |

## Economia
El 2007 la població en edat de treballar era de 7.004 persones, 4.855 eren actives i 2.149 eren inactives. De les 4.855 persones actives 4.166 estaven ocupades (2.143 homes i 2.023 dones) i 689 estaven aturades (347 homes i 342 dones). De les 2.149 persones inactives 550 estaven jubilades, 837 estaven estudiant i 762 estaven classificades com a «altres inactius».

### Ingressos
El 2009 a Déville-lès-Rouen hi havia 4.543 unitats fiscals que integraven 9.746 persones, la mediana anual d'ingressos fiscals per persona era de 16.871 €.

### Activitats econòmiques
Dels 351 establiments que hi havia el 2007, 6 eren d'empreses extractives, 7 d'empreses alimentàries, 6 d'empreses de fabricació de material elèctric, 1 d'una empresa de fabricació d'elements pel transport, 9 d'empreses de fabricació d'altres productes industrials, 43 d'empreses de construcció, 87 d'empreses de comerç i reparació d'automòbils, 14 d'empreses de transport, 26 d'empreses d'hostatgeria i restauració, 10 d'empreses d'informació i comunicació, 20 d'empreses financeres, 14 d'empreses immobiliàries, 44 d'empreses de serveis, 39 d'entitats de l'administració pública i 25 d'empreses classificades com a «altres activitats de serveis».
Dels 98 establiments de servei als particulars que hi havia el 2009, 1 era una comissaria de policia, 1 oficina d'administració d'Hisenda pública, 1 gendarmeria, 1 oficina de correu, 6 oficines bancàries, 6 tallers de reparació d'automòbils i de material agrícola, 1 taller d'inspecció tècnica de vehicles, 2 autoescoles, 2 paletes, 8 guixaires pintors, 9 fusteries, 11 lampisteries, 8 electricistes, 2 empreses de construcció, 12 perruqueries, 1 veterinari, 1 agència de treball temporal, 17 restaurants, 3 agències immobiliàries, 1 tintoreria i 4 salons de bellesa.
Dels 38 establiments comercials que hi havia el 2009, 1 era un hipermercat, 6 botiges de menys de 120 m², 7 fleques, 4 carnisseries, 2 llibreries, 1 una llibreria, 2 botigues d'equipament de la llar, 1 una botiga d'equipament de la llar, 1 una sabateria, 3 botigues de mobles, 1 una botiga de mobles, 2 drogueries, 1 una perfumeria i 6 floristeries.

## Equipaments sanitaris i escolars
El 2009 hi havia 1 un hospital de tractaments de llarga durada, 4 farmàcies i 1 ambulància.
El 2009 hi havia 4 escoles maternals i 4 escoles elementals. A Déville-lès-Rouen hi havia 2 col·legis d'educació secundària i 1 liceu d'ensenyament general. Als col·legis d'educació secundària hi havia 899 alumnes i als liceus d'ensenyament general 1.034.

## Poblacions més properes
El següent diagrama mostra les poblacions més properes.